# Freimaurer Museum Schweiz
Das Freimaurer Museum Schweiz in Bern beherbergt eine Sammlung freimaurerischen Kulturguts aus drei Jahrhunderten in der Schweiz. Es widmet sich der Ideengeschichte der internationalen und schweizerischen Freimaurerei.

## Museumsgeschichte
Das Museum entstand als Projekt der 2010 gegründeten «Stiftung Haus der Freimaurer». Diese Stiftung erwarb die ehemalige Swisscom-Zentrale an der Jupiterstrasse im Quartier Wittigkofen und richtete darin nach dem Umbau 2013 das Haus der Freimaurer ein. Im dritten Stockwerk hat die Schweizerische Grossloge Alpina (SGLA) seit dem Mai 2013 ihren Sitz.
Die ehemalige Swisscom-Werkhalle mit 300 m2 Fläche im zweiten Stockwerk war schon zu Beginn für das Museum vorgesehen. Die im gleichen Jahr gegründete Museums-Gesellschaft SGLA übernahm die Einrichtung, den Betrieb und die Entwicklung des Museums. Das Museum wurde ermöglicht durch Spenden und Darlehen von Freimaurern, und Logen.
Am 21. März 2017 wurde das Museum für Freimaurer und deren Angehörige und Bekannte eröffnet. Am 3. November 2018 fand die offizielle Publikumseröffnung durch den amtierenden Berner Stadtpräsidenten, Alec von Graffenried statt. Die allgemeine Öffentlichkeit kann es seit dem 4. November 2018 besuchen.

## Exponate
Die Exponate im Museum sind mehrheitlich Geschenke oder Leihgaben von freimaurerischen Sammlern und Logen.
Auf zwei Dritteln der Fläche führt eine Ausstellung in die internationale und in die Schweizer Geschichte der Freimaurerei ein, macht mit deren geistiger und ritueller Welt vertraut und zeigt die Ausstrahlung dieser weltweiten Bewegung in viele Bereiche des öffentlichen und kulturellen Lebens exemplarisch auf.
Eine Grossprojektion zeigt Bilder von Schweizer Logengebäuden und -Innenräumen. Eine Folge von aufgebauten Inszenierungen in der vollständig beschrifteten Ausstellung soll den Besuchenden eine unmittelbare Begegnung und Auseinandersetzung mit der Freimaurerei ermöglichen. Ein Freimaurer oder eine Freimaurerin begleitet jede Besichtigung und gibt Auskunft auf Fragen. Veranstaltungen und Sonderausstellungen finden in der im Januar 2023 eröffneten "Swiss Masonic Lounge" im Erdgeschoss statt. 